# Socket AM2
El  Socket AM2 , anomenat anteriorment com  Socket M2 , és un sòcol de CPU dissenyat per processadors AMD en equips d'escriptori. El seu llançament es va realitzar en el segon trimestre de 2006, com a substitut del Socket 939. Té 940 pins i suporta memòria DDR2, però no és compatible amb els primers processadors de 940 pins (com, per exemple, els processadors Opteron Sledgehammer).
Els primers processador és per al sòcol AM2 van ser els nous  Opteron  sèrie 100. El sòcol està també dissenyat per als següents nuclis:  Windsor  (AMD Athlon 64 X2 4200+- 5000+, AMD Athlon 64 FX-62),  Orleans  (AMD Athlon 64 3500+- 4000+) i  Manila  (AMD Sempron 3000+- 3600+) - tots construïts amb tecnologia de 90 nm.
El seu rendiment és similar al del sòcol 939, en comparació amb els nuclis  Venice .
Socket AM2 és part de la pròxima generació de sockets, juntament amb Socket F (servidors) i Socket S1 (portàtils).

## Successors
S'han anunciat múltiples sòcols que són compatibles pin a pin amb el sòcol AM2, però que difereixen en les seves característiques.

### Socket AM2+
El sòcol AM2+és un successor intermedi per al sòcol AM2, que està dissenyat per al maneig de memòria DDR2 i suport del HyperTransport 3.0. Els processadors per sòcol AM2+poden inserir-se en les plaques mare amb sòcol AM2, però només tindran suport per HyperTransport 2.0.

### Socket AM3
AMD va anunciar que els processadors per sòcol AM3 serien capaços de funcionar en plaques mare amb sòcol AM2, però no al contrari. Els processadors AM3 tindran un nou controlador de memòria que suporta tant memòries tipus DDR2, com DDR3 SDRAM, permetent així mantenir la compatibilitat amb les plaques mare AM2 i AM2+. atès que els processadors AM2 no tenen el nou controlador de memòria, no podran funcionar en les plaques mare amb sòcol AM3.